# Вивијан (Луизијана)
Вивијан (енгл. Vivian) град је у америчкој савезној држави Луизијана.

## Демографија
По попису из 2010. године број становника је 3.671, што је 360 (-8,9%) становника мање него 2000. године.
| Група             | 2000.         | 2010.         |
| Белци             | 2.558 (63,5%) | 2.027 (55,2%) |
| Афроамериканци    | 1.378 (34,2%) | 1.520 (41,4%) |
| Азијати           | 14 (0,3%)     | 17 (0,5%)     |
| Хиспаноамериканци | 29 (0,7%)     | 50 (1,4%)     |
| Укупно            | 4.031         | 3.671         |